# Lärkträdsvecklare
Lärkträdsvecklare (Zeiraphera griseana) är en fjärilsart som först beskrevs av Jacob Hübner 1799.  Lärkträdsvecklare ingår i släktet Zeiraphera, och familjen vecklare. Arten är reproducerande i Sverige.

## Bildgalleri

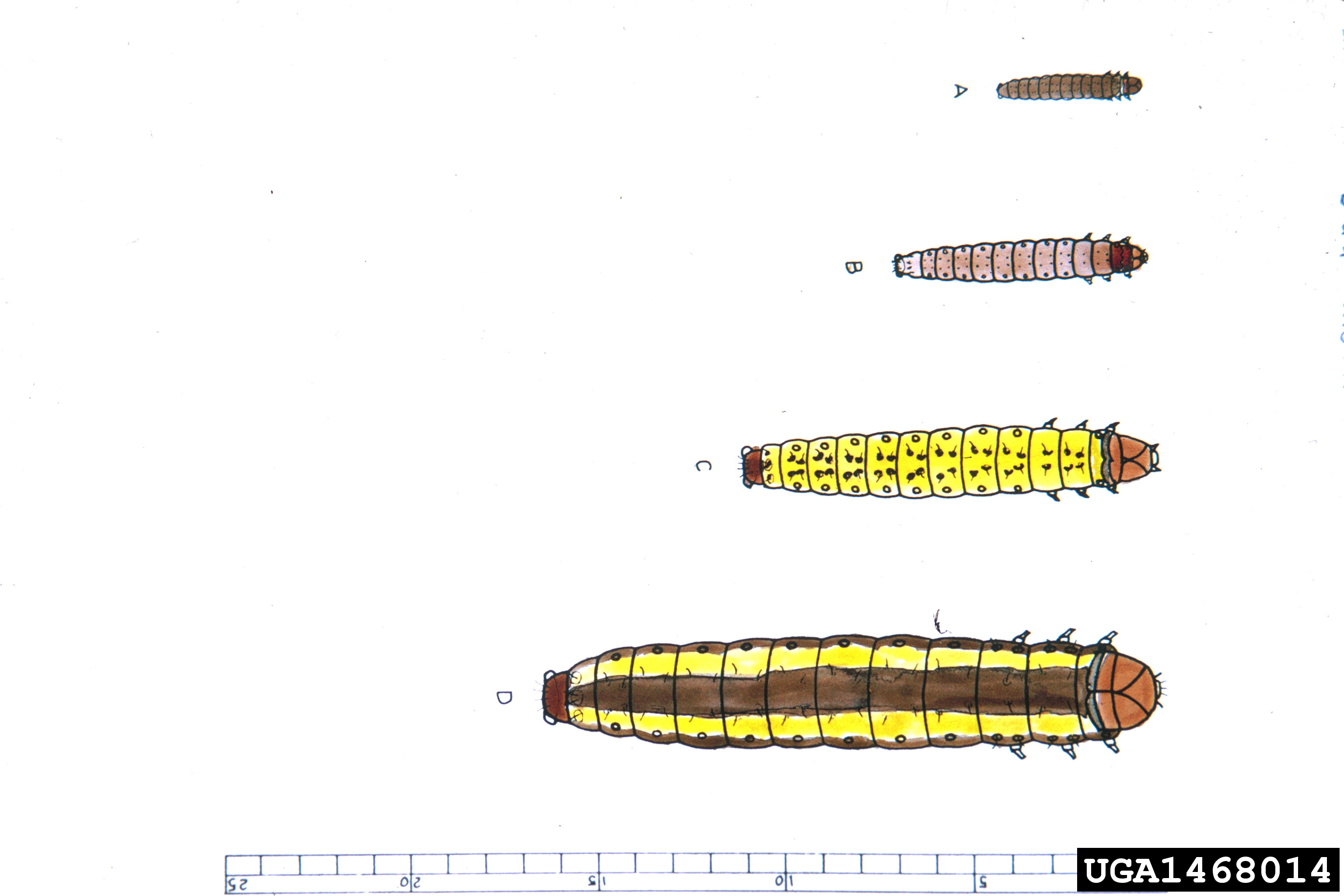
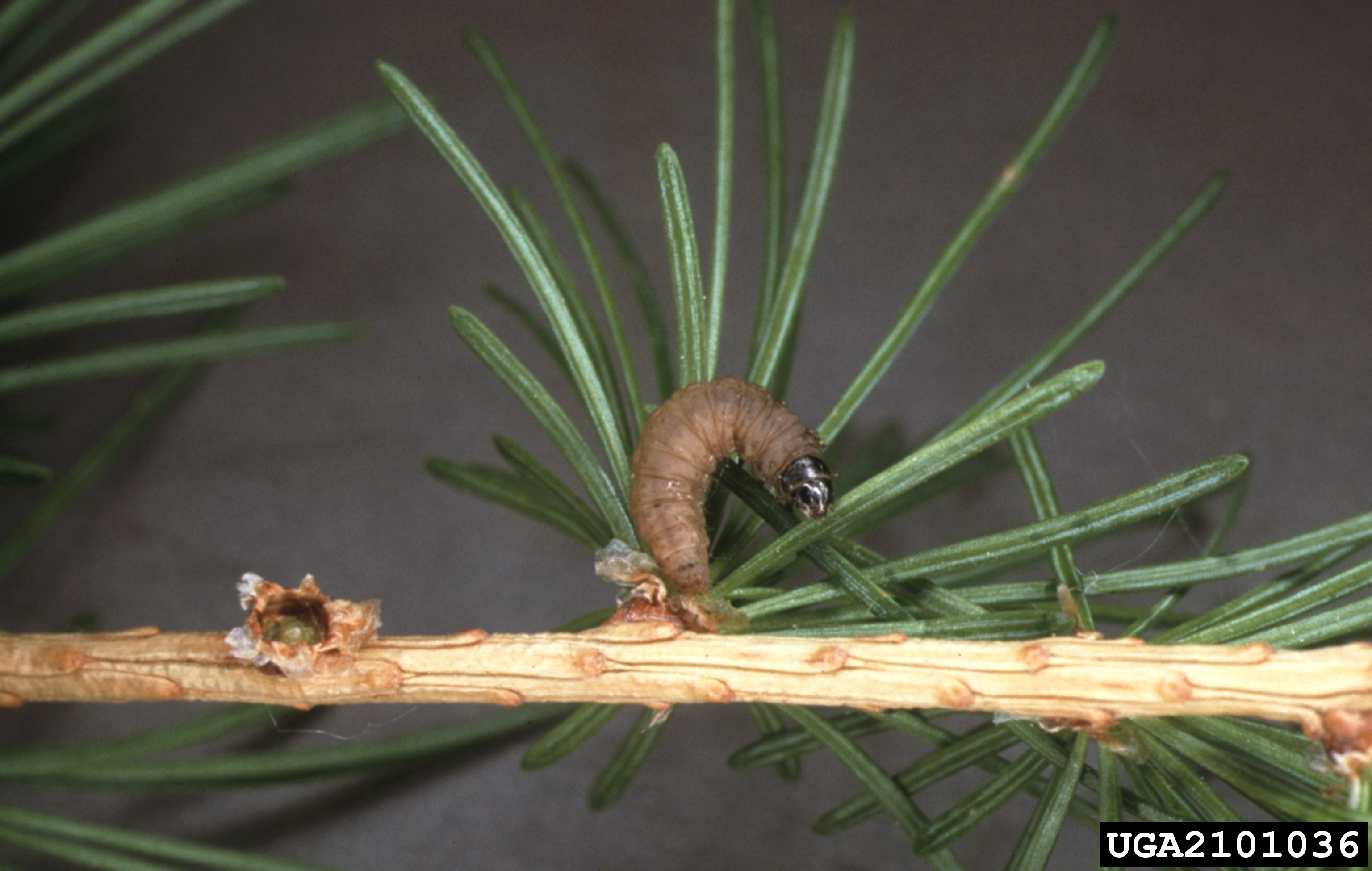